# Cosenza Calcio 1990-1991
Questa pagina raccoglie le informazioni riguardanti il Cosenza Calcio nelle competizioni ufficiali della stagione 1990-1991.

## Stagione
Nella stagione 1990-1991 il Cosenza disputa il campionato di Serie B, con 36 punti ottiene il 16º posto, e per mantenere la categoria, disputa e vince uno spareggio salvezza con la Salernitana. Il Cosenza inizia questa stagione con il riconfermato allenatore Gianni Di Marzio, ma è una partenza difficile, dopo otto giornate, è al terz'ultimo posto della classifica con 5 punti, la dirigenza rossoblù decide di sostituire il tecnico, in luogo di Gianni Di Marzio arriva il friulano Edoardo Reja, al termine del girone di andata raccoglie 17 punti, nel girone di ritorno ne ottiene 19, quanti bastano per agguantare il plotoncino, formato dalle cinque squadre che arrivano quart'ultime con 36 punti, oltre ai calabresi è composto dal Modena, dal Pescara, dall'Avellino e dalla Salernitana. Sono già retrocesse il Barletta, la Reggina e la Triestina, per stabilire il verdetto della quarta retrocessa si compila una classifica tra queste cinque squadre, tenendo conto dei punti conseguiti negli scontri diretti e della miglior differenza reti, sono salvi il Modena, il Pescara e l'Avellino, mentre Cosenza e Salernitana si devono giocare la salvezza in uno spareggio. Si disputa a Pescara il 26 giugno 1991, lo vince (1-0) il Cosenza, con una rete di Luigi Marulla nei tempi supplementari, riuscendo a mantenere così la categoria. Memorabile la partita giocata a Reggio Emilia il 30 dicembre 1990, Cosenza in vantaggio (0-3) dopo ventidue minuti, ha perso l'incontro (7-4). Nella Coppa Italia il Cosenza elimina il Barletta nel primo turno, nel secondo turno viene eliminato dal Napoli di Maradona.

## Rosa
| N. |                   | Ruolo | Calciatore          |
| -- | ----------------- | ----- | ------------------- |
|    | Italia (bandiera) | C     | Angelo Aimo         |
|    | Italia (bandiera) | C     | Oberdan Biagioni    |
|    | Italia (bandiera) | D     | Andrea Bianchi      |
|    | Italia (bandiera) | C     | Massimiliano Catena |
|    | Italia (bandiera) | A     | Giuseppe Compagno   |
|    | Italia (bandiera) | A     | Guglielmo Coppola   |
|    | Italia (bandiera) | D     | Andrea Di Cintio    |
|    | Italia (bandiera) | C     | Luigi De Rosa       |
|    | Italia (bandiera) | C     | Sergio Galeazzi     |
|    | Italia (bandiera) | C     | Domenico Galeano    |
|    | Italia (bandiera) | C     | Francesco Gazzaneo  |
|    | Italia (bandiera) | D     | Francesco Marino    |

| N. |                   | Ruolo | Calciatore        |
| -- | ----------------- | ----- | ----------------- |
|    | Italia (bandiera) | D     | Stefano Marra     |
|    | Italia (bandiera) | A     | Luigi Marulla     |
|    | Italia (bandiera) | C     | Francesco Mileti  |
|    | Italia (bandiera) | D     | Ugo Napolitano    |
|    | Italia (bandiera) | D     | Francesco Nocera  |
|    | Italia (bandiera) | A     | Tommaso Porfido   |
|    | Italia (bandiera) | D     | Massimo Storgato  |
|    | Italia (bandiera) | P     | Ferro Tontini     |
|    | Italia (bandiera) | D     | Paolo Tramezzani  |
|    | Italia (bandiera) | A     | Bruno Trocini     |
|    | Italia (bandiera) | P     | Antonio Vettore   |
|    | Italia (bandiera) | A     | Vincenzo Vivarini |

## Risultati

### Campionato

#### Girone di andata
| Arbitro: | Chiesa (Livorno) |

|                                            |           |  |
| Baiano 18’, 62’ Rambaudi 46’, 75’ List 81’ | Marcatori |  |

| Cosenza 16 settembre 1990 2ª giornata | Cosenza         | 0 – 0 | Verona | Stadio San Vito\| Arbitro: \| Guidi (Bologna) \| |
| Arbitro:                              | Guidi (Bologna) |       |        |                                                  |

| Arbitro: | Mughetti (Cesena) |

|                              |           |  |
| W. Casagrande 63’ Sabato 67’ | Marcatori |  |

| Arbitro: | Bettin (Padova) |

|                            |           |  |
| Storgato 38’ F. Marino 45’ | Marcatori |  |

| Arbitro: | Bazzoli (Merano) |

|                                    |           |                    |
| D'Ignazio Pulpito 33’ Clementi 81’ | Marcatori | 86’ (rig.) Marulla |

| Arbitro: | Rosica (Roma) |

|            |           |            |
| Catena 53’ | Marcatori | 2’ Monelli |

| Arbitro: | Cesari (Genova) |

|         |           |  |
| Paci 7’ | Marcatori |  |

| Cosenza 28 ottobre 1990 8ª giornata | Cosenza            | 0 – 0 | Reggina | Stadio San Vito\| Arbitro: \| Di Cola (Avezzano) \| |
| Arbitro:                            | Di Cola (Avezzano) |       |         |                                                     |

| Arbitro: | Iori (Parma) |

|          |           |             |
| Ganz 18’ | Marcatori | 12’ Marulla |

| Arbitro: | Trentalange (Torino) |

|                                         |           |           |
| Marulla 39’ G. Coppola 47’ Biagioni 84’ | Marcatori | 46’ Balbo |

| Arbitro: | Dal Forno (Ivrea) |

|                                       |           |  |
| Galderisi 14’, 48’ (rig.) Putelli 67’ | Marcatori |  |

| Arbitro: | Monni (Sassari) |

|               |           |                    |
| F. Marino 74’ | Marcatori | 58’, 72’ Scarafoni |

| Arbitro: | Ceccarini (Livorno) |

|             |           |  |
| Marulla 27’ | Marcatori |  |

| Avellino 9 dicembre 1990 14ª giornata | Avellino                      | 0 – 0 | Cosenza | Stadio Partenio\| Arbitro: \| Boemo (Cervignano del Friuli) \| |
| Arbitro:                              | Boemo (Cervignano del Friuli) |       |         |                                                                |

| Arbitro: | Beschin (Legnago) |

|             |           |  |
| Marulla 50’ | Marcatori |  |

| Arbitro: | Bettin (Padova) |

|                                                                                   |           |                                           |
| Bergamaschi 34’ Ravanelli 39’, 90’ D. Morello 45’, 87’ Melchiori 47’ Ferrante 77’ | Marcatori | 2’ F. Marino 9’, 22’ Marulla 85’ Gazzaneo |

| Arbitro: | Iori (Parma) |

|                    |           |              |
| Marulla 32’ (rig.) | Marcatori | 72’ Gabrieli |

| Arbitro: | Boggi (Salerno) |

|                         |           |                              |
| Bertarelli 4’, 29’, 59’ | Marcatori | 45’, 78’ Marulla 50’ Coppola |

| Arbitro: | Mughetti (Cesena) |

|               |           |  |
| F. Marino 37’ | Marcatori |  |

#### Girone di ritorno
| Arbitro: | Boemo (Cervignano del Friuli) |

|             |           |              |
| Marulla 71’ | Marcatori | 11’ Rambaudi |

| Arbitro: | De Angelis (Civitavecchia) |

|            |           |  |
| Lunini 57’ | Marcatori |  |

| Arbitro: | Scaramuzza (Mestre) |

|              |           |                   |
| Biagioni 19’ | Marcatori | 54’ W. Casagrande |

| Arbitro: | Merlino (Torre del Greco) |

|                               |           |  |
| Bonaldi 21’ M. Pellegrini 67’ | Marcatori |  |

| Arbitro: | Dal Forno (Ivrea) |

|                  |           |  |
| Marulla 64’, 67’ | Marcatori |  |

| Arbitro: | Quartuccio (Torre Annunziata) |

|                      |           |  |
| Bivi 47’ (rig.), 89’ | Marcatori |  |

| Arbitro: | Rosica (Roma) |

|              |           |  |
| Biagioni 51’ | Marcatori |  |

| Reggio Calabria 24 marzo 1991 27ª giornata | Reggina             | 0 – 0 | Cosenza | Stadio Comunale\| Arbitro: \| Lo Bello (Siracusa) \| |
| Arbitro:                                   | Lo Bello (Siracusa) |       |         |                                                      |

| Cosenza 30 marzo 1991 28ª giornata | Cosenza                       | 0 – 0 | Brescia | Stadio San Vito\| Arbitro: \| Boemo (Cervignano del Friuli) \| |
| Arbitro:                           | Boemo (Cervignano del Friuli) |       |         |                                                                |

| Arbitro: | Iori (Parma) |

|                                                  |           |  |
| Aimo 45’ (aut.) Balbo 63’ (rig.), 70’ Pagano 89’ | Marcatori |  |

| Arbitro: | Bruni (Arezzo) |

|                          |           |  |
| Marulla 11’ Compagno 67’ | Marcatori |  |

| Arbitro: | Chiesa (Livorno) |

|                           |           |               |
| U. Marino 19’, 44’ (rig.) | Marcatori | 45’, 70’ Aimo |

| Arbitro: | Cinciripini (Ascoli Piceno) |

|                         |           |                      |
| Breda 34’ De Trizio 88’ | Marcatori | 65’ Aimo 85’ Galeano |

| Cosenza 12 maggio 1991 33ª giornata | Cosenza         | 0 – 0 | Avellino | Stadio San Vito\| Arbitro: \| Guidi (Bologna) \| |
| Arbitro:                            | Guidi (Bologna) |       |          |                                                  |

| Arbitro: | F. Baldas (Trieste) |

|                              |           |              |
| Dezotti 40’ Giandebiaggi 50’ | Marcatori | 52’ Biagioni |

| Arbitro: | Frigerio (Milano) |

|                       |           |                |
| Aimo 45’ Compagno 49’ | Marcatori | 74’ D. Morello |

| Arbitro: | Beschin (Legnago) |

|              |           |          |
| Pistella 34’ | Marcatori | 38’ Aimo |

| Arbitro: | Cesari (Genova) |

|                                |           |               |
| Marulla 37’ Fontana 77’ (aut.) | Marcatori | 55’ Tovalieri |

| Arbitro: | Luci (Firenze) |

|                             |           |  |
| Gasperini 19’ Carruezzo 30’ | Marcatori |  |

### Spareggio Salvezza
| Arbitro: | Lanese (Messina) |

|             |           |  |
| Marulla 98’ | Marcatori |  |

### Coppa Italia

#### Primo turno
| Arbitro: | Iori (Parma) |

|  |           |               |
|  | Marcatori | 14’ Bolognesi |

| Arbitro: | Bruni (Arezzo) |

|  |           |                                        |
|  | Marcatori | 89’ Marulla 105’ Vivarini 113’ Porfido |

#### Secondo turno
| Arbitro: | Dal Forno (Ivrea) |

|                                            |           |  |
| Ferrara 58’ Maradona 60’ (rig.) Careca 70’ | Marcatori |  |

| Arbitro: | Cinciripini (Ascoli Piceno) |

|  |           |                           |
|  | Marcatori | 65’ Crippa 80’ Incocciati |